# 5454 Kojiki
5454 Kojiki (1977 EW5) là một tiểu hành tinh vành đai chính được phát hiện ngày 12 tháng 3 năm 1977 bởi Kosai và Hurukawa ở Đài thiên văn Kiso.